# Tłocznia brzuszna
Tłocznia brzuszna (łac. prelum abdominale, prelum abdominis) – mechanizm zwiększający ciśnienie w jamie brzusznej poprzez odpowiednio skoordynowaną pracę różnych mięśni, wspomagający oddawanie stolca, wydalanie moczu i poród. U człowieka główną część pracy tłoczni brzusznej wykonuje mięsień poprzeczny brzucha, a współpracują z nim inne mięśnie brzucha – mięsień prosty brzucha, mięsień skośny zewnętrzny brzucha i mięsień skośny wewnętrzny brzucha, a także przepona i mięśnie dna miednicy. Dla jej najskuteczniejszego działania potrzebne jest także zamknięcie szpary głośni, zatrzymujące powietrze oddechowe w płucach.